# Sanfrè
Sanfrè est une commune de la province de Coni dans le Piémont en Italie, qui fait partie de la délimitation géographique du Roero. 

## Géographie

### Hameaux
Martini, Motta

### Communes limitrophes
Bra, Cavallermaggiore, Pocapaglia, Sommariva del Bosco, Sommariva Perno

## Administration
| Période                                  | Période  | Identité          | Étiquette                          | Qualité |
| ---------------------------------------- | -------- | ----------------- | ---------------------------------- | ------- |
| 2014 (réélu en 2019)                     | En cours | Giovanni Pautasso | liste civique Ensemble pour Sanfrè |         |
| Les données manquantes sont à compléter. |          |                   |                                    |         |

### Évolution démographique
Habitants recensés